# Star Trek: Raumschiff Voyager/Episodenliste
Diese Episodenliste enthält alle Folgen der US-amerikanischen Fernsehserie Star Trek: Raumschiff Voyager, sortiert nach der US-amerikanischen Erstausstrahlung. Insgesamt wurden zwischen 1995 und 2001 sieben Staffeln mit 172 Episoden produziert. Die Produktionsreihenfolge weicht am Ende der ersten Staffel und zu Beginn der zweiten Staffel erheblich von der Ausstrahlungsreihenfolge ab, da man vier Episoden, die bereits in der ersten Staffel produziert worden waren, erst zu Beginn der zweiten Staffel ausstrahlte, um bereits vor allen anderen Serien in die nächste Season starten zu können. Die deutsche Ausstrahlung richtet sich nach der Produktionsreihenfolge.

## Staffel 1
| Nr. (ges.) | Nr. (St.) | Deutscher Titel            | Originaltitel     | Erstausstrahlung USA | Deutschsprachige Erstausstrahlung (D) | Regie            | Drehbuch                                                                      |
| ---------- | --------- | -------------------------- | ----------------- | -------------------- | ------------------------------------- | ---------------- | ----------------------------------------------------------------------------- |
| 1/2        | 1/2       | Der Fürsorger              | Caretaker         | 16. Jan. 1995        | 21. Juni 1996                         | Winrich Kolbe    | Michael Piller, Jeri Taylor; Idee: Rick Berman, Michael Piller, Jeri Taylor   |
| 3          | 3         | Die Parallaxe              | Parallax          | 23. Jan. 1995        | 28. Juni 1996                         | Kim Friedman     | Brannon Braga, Idee: Jim Trombetta                                            |
| 4          | 4         | Subraumspalten             | Time and Again    | 30. Jan. 1995        | 5. Juli 1996                          | Les Landau       | David Kemper, Michael Piller; Idee: David Kemper                              |
| 5          | 5         | Transplantationen          | Phage             | 6. Feb. 1995         | 12. Juli 1996                         | Winrich Kolbe    | Skye Dent, Brannon Braga; Idee: Timothy DeHaas                                |
| 6          | 6         | Der mysteriöse Nebel       | The Cloud         | 13. Feb. 1995        | 19. Juli 1996                         | David Livingston | Tom Szollosi, Michael Piller; Idee: Brannon Braga                             |
| 7          | 7         | Das Nadelöhr               | Eye of the Needle | 20. Feb. 1995        | 26. Juli 1996                         | Winrich Kolbe    | Bill Dial, Jeri Taylor; Idee: Hilary J. Bader                                 |
| 8          | 8         | Die Augen des Toten        | Ex Post Facto     | 27. Feb. 1995        | 2. Aug. 1996                          | LeVar Burton     | Evan Carlos Somers, Michael Piller; Idee: Evan Carlos Somers                  |
| 9          | 9         | Das Unvorstellbare         | Emanations        | 13. März 1995        | 9. Aug. 1996                          | David Livingston | Brannon Braga                                                                 |
| 10         | 10        | Das oberste Gesetz         | Prime Factors     | 20. März 1995        | 16. Aug. 1996                         | Les Landau       | Michael Perricone, Greg Elliot; Idee: David R. George III., Eric A. Stillwell |
| 11         | 11        | Der Verrat                 | State of Flux     | 10. Apr. 1995        | 23. Aug. 1996                         | Robert Scheerer  | Chris Abbott, Idee: Paul Robert Coyle                                         |
| 12         | 12        | Helden und Dämonen         | Heroes and Demons | 24. Apr. 1995        | 30. Aug. 1996                         | Les Landau       | Naren Shankar                                                                 |
| 13         | 13        | Bewusstseinsverlust        | Cathexis          | 1. Mai 1995          | 6. Sep. 1996                          | Kim Friedman     | Brannon Braga, Idee:Brannon Braga, Joe Menosky                                |
| 14         | 14        | Von Angesicht zu Angesicht | Faces             | 8. Mai 1995          | 13. Sep. 1996                         | Winrich Kolbe    | Kenneth Biller, Idee: Jonathan Glassner, Kenneth Biller                       |
| 15         | 15        | Dr. Jetrels Experiment     | Jetrel            | 15. Mai 1995         | 20. Sep. 1996                         | Kim Friedman     | Jack Klein, Karen Klein, Kenneth Biller; Idee: James Thornton, Scott Nimerfro |
| 16         | 16        | Erfahrungswerte            | Learning Curve    | 22. Mai 1995         | 27. Sep. 1996                         | David Livingston | Ronald Wilkerson, Jean Louise Matthias                                        |

## Staffel 2
| Nr. (ges.) | Nr. (St.) | Deutscher Titel               | Originaltitel         | Erstausstrahlung USA | Deutschsprachige Erstausstrahlung (D) | Regie            | Drehbuch                                                     | Hinweis                                  |
| ---------- | --------- | ----------------------------- | --------------------- | -------------------- | ------------------------------------- | ---------------- | ------------------------------------------------------------ | ---------------------------------------- |
| 17         | 1         | Die 37er                      | The 37's              | 28. Aug. 1995        | 25. Okt. 1996                         | James L. Conway  | Jeri Taylor, Brannon Braga                                   | Im Rahmen der ersten Staffel produziert. |
| 18         | 2         | Der Namenlose                 | Initiations           | 4. Sep. 1995         | 1. Nov. 1996                          | Winrich Kolbe    | Kenneth Biller                                               | -                                        |
| 19         | 3         | Das Holo-Syndrom              | Projections           | 11. Sep. 1995        | 4. Okt. 1996                          | Jonathan Frakes  | Brannon Braga                                                | Im Rahmen der ersten Staffel produziert. |
| 20         | 4         | Elogium                       | Elogium               | 18. Sep. 1995        | 11. Okt. 1996                         | Winrich Kolbe    | Kenneth Biller, Jeri Taylor; Idee: Jimmy Diggs, Steve J. Kay | Im Rahmen der ersten Staffel produziert. |
| 21         | 5         | Der Zeitstrom                 | Non Sequitur          | 25. Sep. 1995        | 8. Nov. 1996                          | David Livingston | Brannon Braga                                                | -                                        |
| 22         | 6         | Die Raumverzerrung            | Twisted               | 2. Okt. 1995         | 18. Okt. 1996                         | Kim Friedman     | Kenneth Biller; Idee: Arnold Rudnick, Rich Hosek             | Im Rahmen der ersten Staffel produziert. |
| 23         | 7         | Der Höllenplanet              | Parturition           | 9. Okt. 1995         | 15. Nov. 1996                         | Jonathan Frakes  | Tom Szollosi                                                 | -                                        |
| 24         | 8         | Rätselhafte Visionen          | Persistence of Vision | 30. Okt. 1995        | 22. Nov. 1996                         | James L. Conway  | Jeri Taylor                                                  | -                                        |
| 25         | 9         | Tattoo                        | Tattoo                | 6. Nov. 1995         | 10. Jan. 1997                         | Alexander Singer | Michael Piller; Idee: Larry Brody                            | -                                        |
| 26         | 10        | Suspiria                      | Cold Fire             | 13. Nov. 1995        | 17. Jan. 1997                         | Cliff Bole       | Brannon Braga; Idee: Anthony Williams                        | -                                        |
| 27         | 11        | Das Signal                    | Maneuvers             | 20. Nov. 1995        | 24. Jan. 1997                         | David Livingston | Kenneth Biller                                               | -                                        |
| 28         | 12        | Die Resistance                | Resistance            | 27. Nov. 1995        | 31. Jan. 1997                         | Winrich Kolbe    | Lisa Klink; Idee: Michael Jan Friedman, Kevin Ryan           | -                                        |
| 29         | 13        | Prototyp                      | Prototype             | 15. Jan. 1996        | 7. Feb. 1997                          | Jonathan Frakes  | Nicholas Corea                                               | -                                        |
| 30         | 14        | Allianzen                     | Alliances             | 22. Jan. 1996        | 28. Juni 1997                         | Les Landau       | Jeri Taylor                                                  | -                                        |
| 31         | 15        | Die Schwelle                  | Threshold             | 29. Jan. 1996        | 5. Juli 1997                          | Alexander Singer | Brannon Braga; Idee: Michael De Luca                         | -                                        |
| 32         | 16        | Gewalt                        | Meld                  | 5. Feb. 1996         | 12. Juli 1997                         | Cliff Bole       | Michael Piller; Idee: Michael Sussman                        | -                                        |
| 33         | 17        | Der Flugkörper                | Dreadnought           | 12. Feb. 1996        | 19. Juli 1997                         | LeVar Burton     | Gary Holland                                                 | -                                        |
| 34         | 18        | Todessehnsucht                | Death Wish            | 19. Feb. 1996        | 26. Juli 1997                         | James L. Conway  | Michael Piller; Idee: Shawn Piller                           | -                                        |
| 35         | 19        | Lebensanzeichen               | Lifesigns             | 26. Feb. 1996        | 16. Aug. 1997                         | Cliff Bole       | Kenneth Biller                                               | -                                        |
| 36         | 20        | Der Verräter                  | Investigations        | 13. März 1996        | 27. Feb. 1998                         | Les Landau       | Jeri Taylor; Idee: Jeff Schnaufer, Ed Bond                   | -                                        |
| 37         | 21        | Die Verdoppelung              | Deadlock              | 18. März 1996        | 6. März 1998                          | David Livingston | Brannon Braga                                                | -                                        |
| 38         | 22        | Unschuld                      | Innocence             | 8. Apr. 1996         | 13. März 1998                         | James L. Conway  | Lisa Klink; Idee: Anthony Williams                           | -                                        |
| 39         | 23        | Das Ultimatum                 | The Thaw              | 29. Apr. 1996        | 20. März 1998                         | Marvin V. Rush   | Joe Menosky; Idee: Richard Gadas                             | -                                        |
| 40         | 24        | Tuvix                         | Tuvix                 | 6. Mai 1996          | 27. März 1998                         | Cliff Bole       | Kenneth Biller; Idee: Andrew Shepard Price, Mark Gaberman    | -                                        |
| 41         | 25        | Entscheidungen                | Resolutions           | 13. Mai 1996         | 3. Apr. 1998                          | Alexander Singer | Jeri Taylor                                                  | -                                        |
| 42         | 26        | Der Kampf ums Dasein – Teil 1 | Basics, Part I        | 20. Mai 1996         | 17. Apr. 1998                         | Winrich Kolbe    | Michael Piller                                               | -                                        |

## Staffel 3
| Nr. (ges.) | Nr. (St.) | Deutscher Titel                   | Originaltitel         | Erstausstrahlung USA | Deutschsprachige Erstausstrahlung (D) | Regie                  | Drehbuch                                                     |
| ---------- | --------- | --------------------------------- | --------------------- | -------------------- | ------------------------------------- | ---------------------- | ------------------------------------------------------------ |
| 43         | 1         | Der Kampf ums Dasein – Teil 2     | Basics, Part II       | 4. Sep. 1996         | 24. Apr. 1998                         | Winrich Kolbe          | Michael Piller                                               |
| 44         | 2         | Tuvoks Flashback                  | Flashback             | 11. Sep. 1996        | 8. Mai 1998                           | David Livingston       | Brannon Braga                                                |
| 45         | 3         | Das Hochsicherheitsgefängnis      | The Chute             | 18. Sep. 1996        | 15. Mai 1998                          | Les Landau             | Kenneth Biller; Idee: Clayvon C. Harris                      |
| 46         | 4         | Der Schwarm                       | The Swarm             | 25. Sep. 1996        | 22. Mai 1998                          | Alexander Singer       | Michael Sussman                                              |
| 47         | 5         | Das Wurmloch                      | False Profits         | 2. Okt. 1996         | 29. Mai 1998                          | Cliff Bole             | Joe Menosky; Idee: George Brozak                             |
| 48         | 6         | Das Erinnern                      | Remember              | 9. Okt. 1996         | 5. Juni 1998                          | Winrich Kolbe          | Lisa Klink; Idee: Brannon Braga, Joe Menosky                 |
| 49         | 7         | Das Ritual                        | Sacred Ground         | 30. Okt. 1996        | 12. Juni 1998                         | Robert Duncan McNeill  | Lisa Klink; Idee: Geo Cameron                                |
| 50         | 8         | Vor dem Ende der Zukunft – Teil 1 | Future’s End          | 6. Nov. 1996         | 19. Juni 1998                         | David Livingston       | Brannon Braga, Joe Menosky                                   |
| 51         | 9         | Vor dem Ende der Zukunft – Teil 2 | Future’s End, Part II | 13. Nov. 1996        | 19. Juni 1998                         | Cliff Bole             | Brannon Braga, Joe Menosky                                   |
| 52         | 10        | Der Kriegsherr                    | Warlord               | 20. Nov. 1996        | 26. Juni 1998                         | David Livingston       | Lisa Klink; Idee: Andrew Shepard Price, Mark Gaberman        |
| 53         | 11        | Die "Q"-Krise                     | The Q and the Grey    | 27. Nov. 1996        | 3. Juli 1998                          | Cliff Bole             | Kenneth Biller; Idee: Shawn Piller                           |
| 54         | 12        | Makrokosmos                       | Macrocosm             | 11. Dez. 1996        | 10. Juli 1998                         | Alexander Singer       | Brannon Braga                                                |
| 55         | 13        | Das Wagnis                        | Fair Trade            | 8. Jan. 1997         | 17. Juli 1998                         | Jesús Salvador Treviño | André Bormanis; Idee: Ronald Wilkerson, Jean Louise Matthias |
| 56         | 14        | Das andere Ego                    | Alter Ego             | 15. Jan. 1997        | 24. Juli 1998                         | Robert Picardo         | Joe Menosky                                                  |
| 57         | 15        | Der Wille                         | Coda                  | 29. Jan. 1997        | 7. Aug. 1998                          | Nancy Malone           | Jeri Taylor                                                  |
| 58         | 16        | Pon Farr                          | Blood Fever           | 5. Feb. 1997         | 7. Aug. 1998                          | Andrew Robinson        | Lisa Klink                                                   |
| 59         | 17        | Die Kooperative                   | Unity                 | 12. Feb. 1997        | 14. Aug. 1998                         | Robert Duncan McNeill  | Kenneth Biller                                               |
| 60         | 18        | Charakterelemente                 | Darkling              | 19. Feb. 1997        | 14. Aug. 1998                         | Alexander Singer       | Joe Menosky; Idee: Brannon Braga, Joe Menosky                |
| 61         | 19        | Die Asteroiden                    | Rise                  | 26. Feb. 1997        | 21. Aug. 1998                         | Robert Scheerer        | Brannon Braga; Idee: Jimmy Diggs                             |
| 62         | 20        | Die neue Identität                | Favorite Son          | 19. März 1997        | 28. Aug. 1998                         | Marvin V. Rush         | Lisa Klink                                                   |
| 63         | 21        | Temporale Sprünge                 | Before and After      | 9. Apr. 1997         | 4. Sep. 1998                          | Allan Kroeker          | Kenneth Biller                                               |
| 64         | 22        | Das wirkliche Leben               | Real Life             | 23. Apr. 1997        | 11. Sep. 1998                         | Anson Williams         | Jeri Taylor; Idee: Harry Kloor                               |
| 65         | 23        | Herkunft aus der Ferne            | Distant Origin        | 30. Apr. 1997        | 18. Sep. 1998                         | David Livingston       | Brannon Braga, Joe Menosky                                   |
| 66         | 24        | Translokalisation                 | Displaced             | 7. Mai 1997          | 25. Sep. 1998                         | Allan Kroeker          | Lisa Klink                                                   |
| 67         | 25        | Rebellion Alpha                   | Worst Case Scenario   | 14. Mai 1997         | 23. Okt. 1998                         | Alexander Singer       | Kenneth Biller                                               |
| 68         | 26        | Skorpion – Teil 1                 | Scorpion              | 21. Mai 1997         | 16. Okt. 1998                         | David Livingston       | Brannon Braga, Joe Menosky                                   |

## Staffel 4
| Nr. (ges.) | Nr. (St.) | Deutscher Titel          | Originaltitel         | Erstausstrahlung USA | Deutschsprachige Erstausstrahlung (D) | Regie                                           | Drehbuch                                                                  |
| ---------- | --------- | ------------------------ | --------------------- | -------------------- | ------------------------------------- | ----------------------------------------------- | ------------------------------------------------------------------------- |
| 69         | 1         | Skorpion – Teil 2        | Scorpion, Part II     | 3. Sep. 1997         | 16. Okt. 1998                         | Winrich Kolbe                                   | Brannon Braga, Joe Menosky                                                |
| 70         | 2         | Die Gabe                 | The Gift              | 10. Sep. 1997        | 30. Okt. 1998                         | Anson Williams                                  | Joe Menosky                                                               |
| 71         | 3         | Tag der Ehre             | Day of Honor          | 17. Sep. 1997        | 6. Nov. 1998                          | Jesús Salvador Treviño                          | Jeri Taylor                                                               |
| 72         | 4         | Nemesis                  | Nemesis               | 24. Sep. 1997        | 20. Nov. 1998                         | Alexander Singer                                | Kenneth Biller                                                            |
| 73         | 5         | Der Isomorph             | Revulsion             | 1. Okt. 1997         | 27. Nov. 1998                         | Kenneth Biller                                  | Lisa Klink                                                                |
| 74         | 6         | Der schwarze Vogel       | The Raven             | 8. Okt. 1997         | 11. Dez. 1998                         | LeVar Burton                                    | Bryan Fuller, Harry Kloor; Idee: Bryan Fuller                             |
| 75         | 7         | Verwerfliche Experimente | Scientific Method     | 29. Okt. 1997        | 18. Dez. 1998                         | David Livingston                                | Lisa Klink; Idee: Sherry Klein, Harry Kloor                               |
| 76         | 8         | Ein Jahr Hölle – Teil 1  | Year of Hell          | 5. Nov. 1997         | 8. Jan. 1999                          | Allan Kroeker                                   | Brannon Braga, Joe Menosky                                                |
| 77         | 9         | Ein Jahr Hölle – Teil 2  | Year of Hell, Part II | 12. Nov. 1997        | 8. Jan. 1999                          | Mike Vejar                                      | Brannon Braga, Joe Menosky                                                |
| 78         | 10        | Gewalttätige Gedanken    | Random Thoughts       | 19. Nov. 1997        | 22. Jan. 1999                         | Alexander Singer                                | Kenneth Biller                                                            |
| 79         | 11        | Apropos Fliegen          | Concerning Flight     | 26. Nov. 1997        | 29. Jan. 1999                         | Jesús Salvador Treviño                          | Joe Menosky; Idee: Jimmy Diggs, Joe Menosky                               |
| 80         | 12        | Leben nach dem Tod       | Mortal Coil           | 17. Dez. 1997        | 5. Feb. 1999                          | Allan Kroeker                                   | Bryan Fuller                                                              |
| 81         | 13        | Wache Momente            | Waking Moments        | 14. Jan. 1998        | 19. Feb. 1999                         | Alexander Singer                                | André Bormanis                                                            |
| 82         | 14        | Flaschenpost             | Message in a Bottle   | 21. Jan. 1998        | 12. Feb. 1999                         | Nancy Malone                                    | Lisa Klink; Idee: Rick Williams                                           |
| 83         | 15        | Jäger                    | Hunters               | 11. Feb. 1998        | 26. Feb. 1999                         | David Livingston                                | Jeri Taylor                                                               |
| 84         | 16        | Die Beute                | Prey                  | 18. Feb. 1998        | 5. März 1999                          | Allan Eastman                                   | Brannon Braga                                                             |
| 85         | 17        | Im Rückblick             | Retrospect            | 25. Feb. 1998        | 12. März 1999                         | Jesús Salvador Treviño                          | Bryan Fuller, Lisa Klink; Idee: Andrew Shepard Price, Mark Gaberman       |
| 86/87      | 18/19     | Das Tötungsspiel         | The Killing Game      | 4. März 1998         | 4. Dez. 1998                          | David Livingston (Teil 1), Victor Lobl (Teil 2) | Brannon Braga, Joe Menosky                                                |
| 88         | 20        | Vis à vis                | Vis à Vis             | 8. Apr. 1998         | 19. März 1999                         | Jesús Salvador Treviño                          | Robert J. Doherty                                                         |
| 89         | 21        | Die Omega-Direktive      | The Omega Directive   | 15. Apr. 1998        | 26. März 1999                         | Victor Lobl                                     | Lisa Klink; Idee: Jimmy Diggs, Steve J. Kay                               |
| 90         | 22        | Unvergessen              | Unforgettable         | 22. Apr. 1998        | 9. Apr. 1999                          | Andrew Robinson                                 | Greg Elliot, Michael Perricone                                            |
| 91         | 23        | Der Zeitzeuge            | Living Witness        | 29. Apr. 1998        | 16. Apr. 1999                         | Tim Russ                                        | Bryan Fuller, Brannon Braga, Joe Menosky; Idee: Brannon Braga             |
| 92         | 24        | Dämon                    | Demon                 | 6. Mai 1998          | 23. Apr. 1999                         | Anson Williams                                  | Kenneth Biller; Idee: André Bormanis                                      |
| 93         | 25        | Eine                     | One                   | 13. Mai 1998         | 30. Apr. 1999                         | Kenneth Biller                                  | Jeri Taylor                                                               |
| 94         | 26        | In Furcht und Hoffnung   | Hope and Fear         | 20. Mai 1998         | 7. Mai 1999                           | Winrich Kolbe                                   | Brannon Braga, Joe Menosky; Idee: Rick Berman, Brannon Braga, Joe Menosky |

## Staffel 5
| Nr. (ges.) | Nr. (St.) | Deutscher Titel            | Originaltitel            | Erstausstrahlung USA | Deutschsprachige Erstausstrahlung (D) | Regie                                       | Drehbuch                                                                  |
| ---------- | --------- | -------------------------- | ------------------------ | -------------------- | ------------------------------------- | ------------------------------------------- | ------------------------------------------------------------------------- |
| 95         | 1         | Nacht                      | Night                    | 14. Okt. 1998        | 1. Apr. 2000                          | David Livingston                            | Brannon Braga, Joe Menosky                                                |
| 96         | 2         | Die Drohne                 | Drone                    | 21. Okt. 1998        | 8. Apr. 2000                          | Les Landau                                  | Bryan Fuller, Brannon Braga, Joe Menosky; Idee: Bryan Fuller, Harry Kloor |
| 97         | 3         | Extreme Risiken            | Extreme Risk             | 28. Okt. 1998        | 15. Apr. 2000                         | Cliff Bole                                  | Kenneth Biller                                                            |
| 98         | 4         | In Fleisch und Blut        | In the Flesh             | 4. Nov. 1998         | 22. Apr. 2000                         | David Livingston                            | Nick Sagan                                                                |
| 99         | 5         | Es war einmal              | Once Upon a Time         | 11. Nov. 1998        | 22. Apr. 2000                         | John Kretchmer                              | Michael Taylor                                                            |
| 100        | 6         | Temporale Paradoxie        | Timeless                 | 18. Nov. 1998        | 29. Apr. 2000                         | LeVar Burton                                | Brannon Braga, Joe Menosky; Idee: Rick Berman, Brannon Braga, Joe Menosky |
| 101        | 7         | Das Vinculum               | Infinite Regress         | 25. Nov. 1998        | 6. Mai 2000                           | David Livingston                            | Bryan Fuller; Idee: Bryan Fuller, Jimmy Diggs                             |
| 102        | 8         | Inhumane Praktiken         | Nothing Human            | 2. Dez. 1998         | 20. Mai 2000                          | David Livingston                            | Jeri Taylor                                                               |
| 103        | 9         | Dreißig Tage               | Thirty Days              | 9. Dez. 1998         | 13. Mai 2000                          | Winrich Kolbe                               | Kenneth Biller; Idee: Scott Miller                                        |
| 104        | 10        | Kontrapunkt                | Counterpoint             | 16. Dez. 1998        | 27. Mai 2000                          | Les Landau                                  | Michael Taylor                                                            |
| 105        | 11        | Verborgene Bilder          | Latent Image             | 20. Jan. 1999        | 3. Juni 2000                          | Mike Vejar                                  | Joe Menosky; Idee: Eileen Connors, Brannon Braga, Joe Menosky             |
| 106        | 12        | Chaoticas Braut            | Bride of Chaotica!       | 27. Jan. 1999        | 17. Juni 2000                         | Allan Kroeker                               | Bryan Fuller, Michael Taylor; Idee: Bryan Fuller                          |
| 107        | 13        | Schwere                    | Gravity                  | 3. Feb. 1999         | 5. Aug. 2000                          | Terry Windell                               | Nick Sagan, Bryan Fuller; Idee: Jimmy Diggs, Bryan Fuller, Nick Sagan     |
| 108        | 14        | Euphorie                   | Bliss                    | 10. Feb. 1999        | 1. Juli 2000                          | Cliff Bole                                  | Robert J. Doherty; Idee: Bill Prady                                       |
| 109/110    | 15/16     | Das ungewisse Dunkel       | Dark Frontier            | 17. Feb. 1999        | 11. Dez. 1999                         | Cliff Bole (Teil 1), Terry Windell (Teil 2) | Brannon Braga, Joe Menosky                                                |
| 111        | 17        | Das Generationenschiff     | The Disease              | 24. Feb. 1999        | 22. Juli 2000                         | David Livingston                            | Michael Taylor; Idee: Kenneth Biller                                      |
| 112        | 18        | Endstation: Vergessenheit  | Course: Oblivion         | 3. März 1999         | 29. Juli 2000                         | Anson Williams                              | Bryan Fuller, Nick Sagan; Idee: Bryan Fuller                              |
| 113        | 19        | Der Kampf                  | The Fight                | 24. März 1999        | 24. Juni 2000                         | Winrich Kolbe                               | Joe Menosky; Idee: Michael Taylor                                         |
| 114        | 20        | Die Denkfabrik             | Think Tank               | 31. März 1999        | 12. Aug. 2000                         | Terrence O'Hara                             | Michael Taylor; Idee: Rick Berman, Brannon Braga                          |
| 115        | 21        | Verheerende Gewalt         | Juggernaut               | 26. Apr. 1999        | 19. Aug. 2000                         | Allan Kroeker                               | Bryan Fuller, Nick Sagan, Kenneth Biller; Idee: Bryan Fuller              |
| 116        | 22        | Liebe inmitten der Sterne  | Someone to Watch Over Me | 28. Apr. 1999        | 26. Aug. 2000                         | Robert Duncan McNeill                       | Michael Taylor; Idee: Brannon Braga                                       |
| 117        | 23        | 23:59                      | 11:59                    | 5. Mai 1999          | 2. Sep. 2000                          | David Livingston                            | Joe Menosky; Idee: Brannon Braga, Joe Menosky                             |
| 118        | 24        | Zeitschiff Relativity      | Relativity               | 12. Mai 1999         | 9. Sep. 2000                          | Allan Eastman                               | Bryan Fuller, Nick Sagan, Michael Taylor; Idee: Nick Sagan                |
| 119        | 25        | Geheimnisvolle Intelligenz | Warhead                  | 19. Mai 1999         | 16. Sep. 2000                         | John Kretchmer                              | Michael Taylor, Kenneth Biller; Idee: Brannon Braga                       |
| 120        | 26        | Equinox – Teil 1           | Equinox                  | 26. Mai 1999         | 14. Okt. 2000                         | David Livingston                            | Brannon Braga, Joe Menosky; Idee: Rick Berman, Brannon Braga, Joe Menosky |

## Staffel 6
| Nr. (ges.) | Nr. (St.) | Deutscher Titel                | Originaltitel               | Erstausstrahlung USA | Deutschsprachige Erstausstrahlung (D) | Regie              | Drehbuch                                                                                         |
| ---------- | --------- | ------------------------------ | --------------------------- | -------------------- | ------------------------------------- | ------------------ | ------------------------------------------------------------------------------------------------ |
| 121        | 1         | Equinox – Teil 2               | Equinox, Part II            | 22. Sep. 1999        | 14. Okt. 2000                         | David Livingston   | Brannon Braga, Joe Menosky; Idee: Rick Berman, Brannon Braga, Joe Menosky                        |
| 122        | 2         | Überlebensinstinkt             | Survival Instinct           | 29. Sep. 1999        | 21. Okt. 2000                         | Terry Windell      | Ronald D. Moore                                                                                  |
| 123        | 3         | Die Barke der Toten            | Barge of the Dead           | 6. Okt. 1999         | 28. Okt. 2000                         | Mike Vejar         | Bryan Fuller; Idee: Ronald D. Moore, Bryan Fuller                                                |
| 124        | 4         | Dame, Doktor, Ass, Spion       | Tinker, Tenor, Doctor, Spy  | 13. Okt. 1999        | 4. Nov. 2000                          | John Bruno         | Joe Menosky; Idee: Bill Vallely                                                                  |
| 125        | 5         | Alice                          | Alice                       | 20. Okt. 1999        | 11. Nov. 2000                         | David Livingston   | Bryan Fuller, Michael Taylor; Idee: Juliann deLayne                                              |
| 126        | 6         | Rätsel                         | Riddles                     | 3. Nov. 1999         | 18. Nov. 2000                         | Roxann Dawson      | Robert Doherty; Idee: André Bormanis                                                             |
| 127        | 7         | Die Zähne des Drachen          | Dragon’s Teeth              | 10. Nov. 1999        | 24. Nov. 2000                         | Winrich Kolbe      | Michael Taylor, Brannon Braga, Joe Menosky; Idee: Michael Taylor                                 |
| 128        | 8         | Ein kleiner Schritt            | One Small Step              | 17. Nov. 1999        | 1. Dez. 2000                          | Robert Picardo     | Mike Wollaeger, Jessica Scott, Bryan Fuller, Michael Taylor; Idee: Mike Wollaeger, Jessica Scott |
| 129        | 9         | Die Voyager-Konspiration       | The Voyager Conspiracy      | 24. Nov. 1999        | 8. Dez. 2000                          | Terry Windell      | Joe Menosky                                                                                      |
| 130        | 10        | Das Pfadfinder-Projekt         | Pathfinder                  | 1. Dez. 1999         | 15. Dez. 2000                         | Mike Vejar         | David Zabel, Kenneth Biller; Idee: David Zabel                                                   |
| 131        | 11        | Fair Haven                     | Fair Haven                  | 12. Jan. 2000        | 22. Dez. 2000                         | Allan Kroeker      | Robin Burger                                                                                     |
| 132        | 12        | Es geschah in einem Augenblick | Blink of an Eye             | 19. Jan. 2000        | 30. Dez. 2000                         | Gabrielle Beaumont | Scott Miller, Joe Menosky; Idee: Michael Taylor                                                  |
| 133        | 13        | Der Virtuose                   | Virtuoso                    | 26. Jan. 2000        | 23. Feb. 2001                         | Les Landau         | Raf Green, Kenneth Biller                                                                        |
| 134        | 14        | Das Mahnmal                    | Memorial                    | 2. Feb. 2000         | 2. März 2001                          | Allan Kroeker      | Robin Burger; Idee: Brannon Braga                                                                |
| 135        | 15        | Tsunkatse                      | Tsunkatse                   | 9. Feb. 2000         | 9. März 2001                          | Mike Vejar         | Robert J. Doherty; Idee: Gannon Kenney                                                           |
| 136        | 16        | Kollektiv                      | Collective                  | 16. Feb. 2000        | 16. März 2001                         | Allison Liddi      | Michael Taylor; Idee: Andrew Shepard Price, Mark Gaberman                                        |
| 137        | 17        | Das Geistervolk                | Spirit Folk                 | 23. Feb. 2000        | 23. März 2001                         | David Livingston   | Bryan Fuller                                                                                     |
| 138        | 18        | Asche zu Asche                 | Ashes to Ashes              | 1. März 2000         | 30. März 2001                         | Terry Windell      | Robert Doherty; Idee: Ronald Wilkerson                                                           |
| 139        | 19        | Icheb                          | Child’s Play                | 8. März 2000         | 6. Apr. 2001                          | Mike Vejar         | Raf Green; Idee: Paul Brown                                                                      |
| 140        | 20        | Der gute Hirte                 | Good Shepherd               | 15. März 2000        | 20. Apr. 2001                         | Winrich Kolbe      | Dianna Gitto, Joe Menosky; Idee: Dianna Gitto                                                    |
| 141        | 21        | Lebe flott und in Frieden      | Live Fast and Prosper       | 19. Apr. 2000        | 27. Apr. 2001                         | LeVar Burton       | Robin Burger                                                                                     |
| 142        | 22        | Die Muse                       | Muse                        | 26. Apr. 2000        | 4. Mai 2001                           | Mike Vejar         | Joe Menosky                                                                                      |
| 143        | 23        | Voller Wut                     | Fury                        | 3. Mai 2000          | 11. Mai 2001                          | John Bruno         | Bryan Fuller, Michael Taylor; Idee: Rick Berman, Brannon Braga                                   |
| 144        | 24        | Rettungsanker                  | Life Line                   | 10. Mai 2000         | 18. Mai 2001                          | Terry Windell      | Robert Doherty, Raf Green, Brannon Braga; Idee: John Bruno, Robert Picardo                       |
| 145        | 25        | Der Spuk auf Deck Zwölf        | The Haunting of Deck Twelve | 17. Mai 2000         | 15. Juni 2001                         | David Livingston   | Mike Sussman, Kenneth Biller, Bryan Fuller; Idee: Mike Sussman                                   |
| 146        | 26        | Unimatrix Zero – Teil 1        | Unimatrix Zero              | 24. Mai 2000         | 1. Juni 2001                          | Allan Kroeker      | Brannon Braga, Joe Menosky; Idee: Mike Sussman                                                   |

## Staffel 7
| Nr. (ges.) | Nr. (St.) | Deutscher Titel           | Originaltitel           | Erstausstrahlung USA | Deutschsprachige Erstausstrahlung (D) | Regie                 | Drehbuch                                                                                         |
| ---------- | --------- | ------------------------- | ----------------------- | -------------------- | ------------------------------------- | --------------------- | ------------------------------------------------------------------------------------------------ |
| 147        | 1         | Unimatrix Zero – Teil 2   | Unimatrix Zero, Part II | 4. Okt. 2000         | 8. Juni 2001                          | Mike Vejar            | Brannon Braga, Joe Menosky; Idee: Mike Sussman, Brannon Braga, Joe Menosky                       |
| 148        | 2         | Unvollkommenheit          | Imperfection            | 11. Okt. 2000        | 22. Juni 2001                         | David Livingston      | Carleton Eastlake, Robert Doherty; Idee: André Bormanis                                          |
| 149        | 3         | Das Rennen                | Drive                   | 18. Okt. 2000        | 29. Juni 2001                         | Winrich Kolbe         | Michael Taylor                                                                                   |
| 150        | 4         | Verdrängung               | Repression              | 25. Okt. 2000        | 6. Juli 2001                          | Winrich Kolbe         | Mark Haskell Smith; Idee: Kenneth Biller                                                         |
| 151        | 5         | Kritische Versorgung      | Critical Care           | 1. Nov. 2000         | 13. Juli 2001                         | Terry Windell         | James Kahn; Idee: Kenneth Biller, Robert Doherty                                                 |
| 152        | 6         | Eingeschleust             | Inside Man              | 8. Nov. 2000         | 20. Juli 2001                         | Allan Kroeker         | Robert Doherty                                                                                   |
| 153        | 7         | Körper und Seele          | Body and Soul           | 15. Nov. 2000        | 27. Juli 2001                         | Robert Duncan McNeill | Eric Morris, Phyllis Strong, Mike Sussman; Idee: Michael Taylor                                  |
| 154        | 8         | Nightingale               | Nightingale             | 22. Nov. 2000        | 3. Aug. 2001                          | LeVar Burton          | André Bormanis; Idee: Robert Lederman, Dave Long                                                 |
| 155        | 9         | Fleisch und Blut – Teil 1 | Flesh and Blood (1)     | 29. Nov. 2000        | 10. Aug. 2001                         | Mike Vejar            | Bryan Fuller; Idee: Jack Monaco, Bryan Fuller, Raf Green                                         |
| 156        | 10        | Fleisch und Blut – Teil 2 | Flesh and Blood (2)     | 29. Nov. 2000        | 24. Aug. 2001                         | David Livingston      | Raf Green, Kenneth Biller; Idee: Bryan Fuller, Raf Green                                         |
| 157        | 11        | Zersplittert              | Shattered               | 17. Jan. 2001        | 31. Aug. 2001                         | Terry Windell         | Michael Taylor; Idee: Mike Sussman, Michael Taylor                                               |
| 158        | 12        | Abstammung                | Lineage                 | 24. Jan. 2001        | 7. Sep. 2001                          | Peter Lauritson       | James Kahn                                                                                       |
| 159        | 13        | Reue                      | Repentance              | 31. Jan. 2001        | 14. Sep. 2001                         | Mike Vejar            | Robert Doherty; Idee: Mike Sussman, Robert Doherty                                               |
| 160        | 14        | Die Prophezeiung          | Prophecy                | 7. Feb. 2001         | 21. Sep. 2001                         | Terry Windell         | Michael Sussman, Phyllis Strong; Idee: Larry Nemecek, J. Kelley Burke, Raf Green, Kenneth Biller |
| 161        | 15        | Die Leere                 | The Void                | 14. Feb. 2001        | 28. Sep. 2001                         | Mike Vejar            | Raf Green, Mike Sussman; Idee: Raf Green, Kenneth Biller                                         |
| 162        | 16        | Arbeiterschaft – Teil 1   | Workforce               | 21. Feb. 2001        | 5. Okt. 2001                          | Allan Kroeker         | Kenneth Biller, Bryan Fuller                                                                     |
| 163        | 17        | Arbeiterschaft – Teil 2   | Workforce, Part II      | 28. Feb. 2001        | 12. Okt. 2001                         | Roxann Dawson         | Kenneth Biller, Michael Taylor; Idee: Kenneth Biller, Bryan Fuller                               |
| 164        | 18        | Menschliche Fehler        | Human Error             | 7. März 2001         | 19. Okt. 2001                         | Allan Kroeker         | Brannon Braga, André Bormanis; Idee: André Bormanis, Kenneth Biller                              |
| 165        | 19        | Q2                        | Q2                      | 11. Apr. 2001        | 26. Okt. 2001                         | LeVar Burton          | Robert Doherty; Idee: Kenneth Biller                                                             |
| 166        | 20        | Die Veröffentlichung      | Author, Author          | 18. Apr. 2001        | 18. Jan. 2002                         | David Livingston      | Phyllis Strong, Mike Sussman; Idee: Brannon Braga                                                |
| 167        | 21        | Friendship One            | Friendship One          | 25. Apr. 2001        | 25. Jan. 2002                         | Mike Vejar            | Michael Taylor, Bryan Fuller                                                                     |
| 168        | 22        | Ein natürliches Gesetz    | Natural Law             | 2. Mai 2001          | 1. Feb. 2002                          | Terry Windell         | James Kahn; Idee: Kenneth Biller, James Kahn                                                     |
| 169        | 23        | Eine Heimstätte           | Homestead               | 9. Mai 2001          | 8. Feb. 2002                          | LeVar Burton          | Raf Green                                                                                        |
| 170        | 24        | Renaissancemensch         | Renaissance Man         | 16. Mai 2001         | 2. Juni 2002                          | Mike Vejar            | Phyllis Strong, Mike Sussman; Idee: Andrew Shepard Price, Mark Gaberman                          |
| 171        | 25        | Endspiel – Teil 1         | Endgame (1)             | 23. Mai 2001         | 15. Feb. 2002                         | Allan Kroeker         | Kenneth Biller, Robert Doherty; Idee: Rick Berman, Kenneth Biller, Brannon Braga                 |
| 172        | 26        | Endspiel – Teil 2         | Endgame (2)             | 23. Mai 2001         | 22. Feb. 2002                         | Allan Kroeker         | Kenneth Biller, Robert Doherty; Idee: Rick Berman, Kenneth Biller, Brannon Braga                 |